# Creature Comfort
Creature Comfort è un singolo del gruppo musicale canadese Arcade Fire, pubblicato il 16 giugno 2017 come secondo estratto dal quinto album in studio Everything Now.

## Tracce
Download digitale
1. Creature Comfort – 4:43

## Formazione
Gruppo
- Win Butler – voce, chitarra elettrica
- Régine Chassagne – voce, keytar
- Richard Reed Parry – chitarra elettrica, cori
- William Butler – tastiera, cori
- Tim Kingsbury – basso, cori
- Jeremy Gara – batteria

Altri musicisti
- Geoff Barrow – sintetizzatore
- Akia Nevills – cori
- Tracci Lee – cori
- Kayla Jasmine – cori
- Jelly Joseph – cori